# حاجی‌آباد (بخش مرکزی شهرستان سرباز)
حاجی‌آباد روستایی در دهستان سرباز بخش مرکزی شهرستان سرباز استان سیستان و بلوچستان ایران است.

## جمعیت
بر پایه سرشماری عمومی نفوس و مسکن در سال ۱۳۹۵ جمعیت این روستا ۲۲۵ نفر (۴۷خانوار) بوده‌است.